# Luigi Federico II di Schwarzburg-Rudolstadt
Luigi Federico II di Schwarzburg-Rudolstadt (Rudolstadt, 9 agosto 1767 – Rudolstadt, 28 aprile 1807) fu principe di Schwarzburg-Rudolstadt, conte di Hohnstein, signore di Blankenburg e Leutenberg dal 1793 fino alla sua morte.

## Biografia

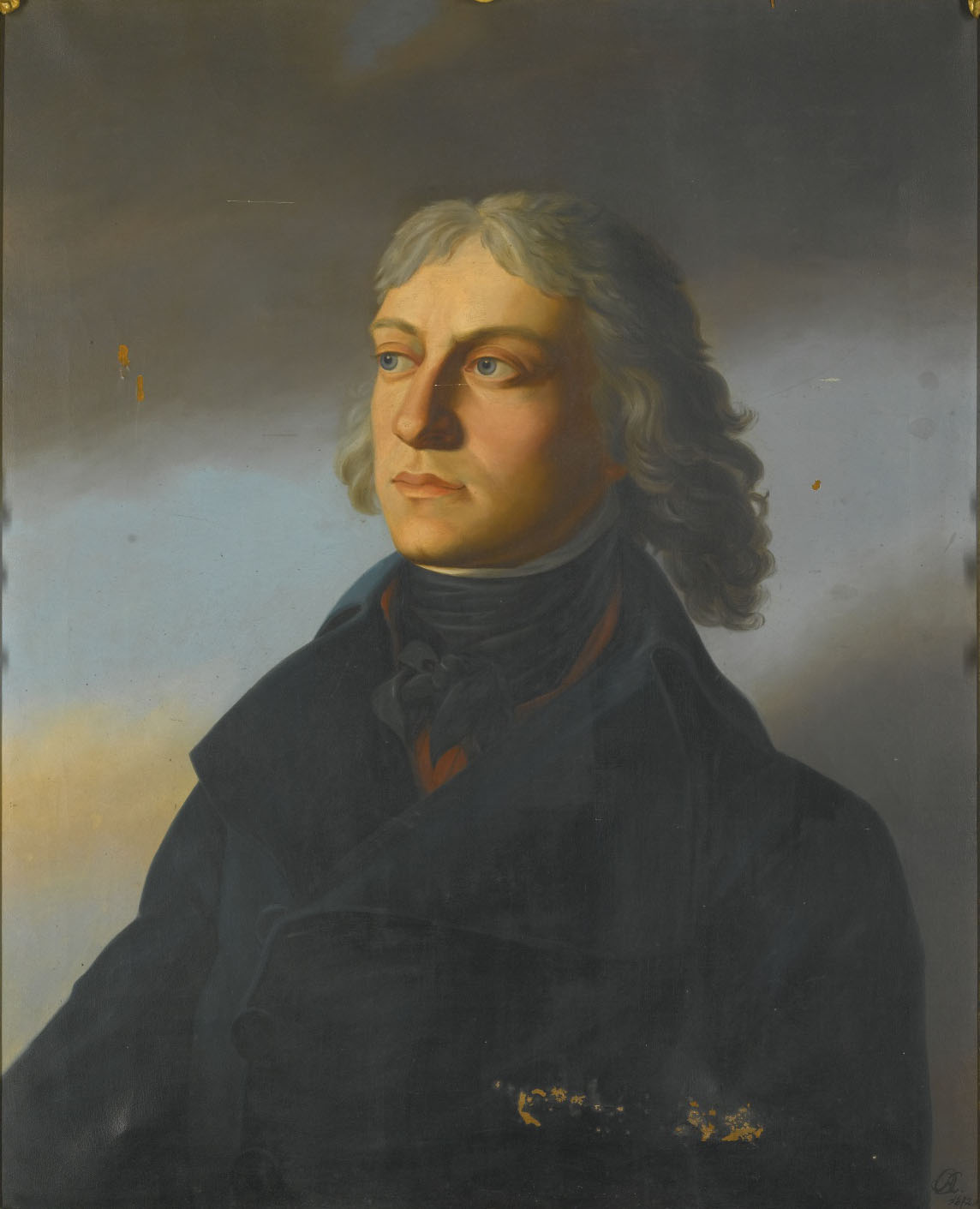
Luigi Federico II di Schwarzburg-Rudolstadt

Luigi Federico era figlio del principe Federico Carlo di Schwarzburg-Rudolstadt e della sua prima moglie, Augusta di Schwarzburg-Rudolstadt. Al momento della sua nascita il principato era retto da suo nonno, il principe Carlo Günther di Schwarzburg-Rudolstadt. Nel 1789, Luigi Federico e suo fratello Carlo Günther vennero inviati in un viaggio d'istruzione a Ginevra ed in altre destinazioni per compiere un gran tour come era in uso all'epoca. Nel corso della sua assenza venne a conoscenza degli eventi che portarono allo scoppio della Rivoluzione francese che avrà una pesante influenza sul principato stesso.
Sposò il 21 luglio 1791 a Homburg, Carolina Luisa (1771-1854), figlia del langravio Federico V d'Assia-Homburg. Assieme alla moglie, che era stata educata nei migliori istituti, rese la propria corte uno dei principali centri artistici tedeschi del XVIII secolo. Egli fu anche il fondatore del Rudolstaedter theatre, uno dei più piccoli della Germania, ma certamente tra i più significativi. Amante delle arti e delle scienze, ospitò e fu amico di Friedrich Schiller e Wilhelm von Humboldt.
Sotto l'aspetto politico, dovette affrontare anche nel piccolo principato di Schwarzburg-Rudolstadt le problematiche sollevate dalla Rivoluzione francese e confrontarsi poi con il dominio napoleonico che riuscì a lambire le terre del Sacro Romano Impero. Dopo la vittoria di Napoleone nel 1806 a Jena e ad Auerstedt, il principato venne posto direttamente sotto l'amministrazione francese, disposizione in seguito abrogata il 24 marzo 1807 per interessamento dell'abile negoziatore e cancelliere Friedrich Wilhelm von Ketelhodt.
Morì il 28 aprile 1807 e venne succeduto da suo figlio, Federico Günther, sotto la reggenza di sua moglie Carolina Luisa.

## Discendenza

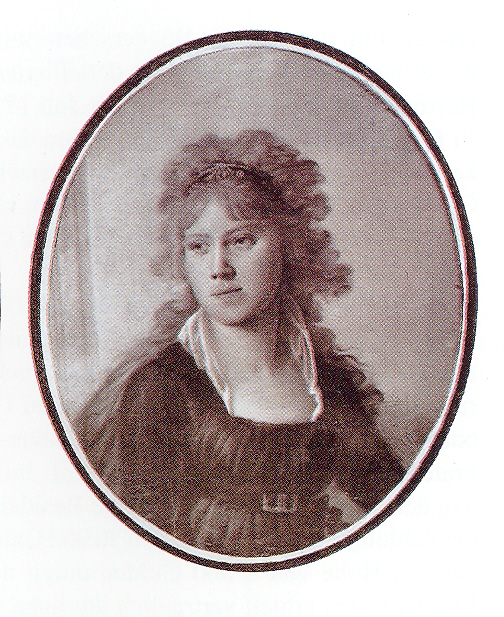
La principessa Carolina Luisa, moglie di Luigi Federico II di Schwarzburg-Rudolstadt

Dal matrimonio con Carolina ebbe i seguenti eredi:
- Carolina Augusta (1792-1794)
- Federico Günther (1793-1867), principe di Schwarzburg Rudolstadt, sposò in prime nozze la principessa Augusta di Anhalt-Dessau, poi la principessa Elena di Anhalt-Dessau ed infine Lydia Maria Schultze
- Tecla (1795-1861), sposò nel 1817 il principe Ottone Vittorio di Schönburg-Waldenburg;
- Carolina (nata e morta nel 1796)
- Alberto (1798-1869), principe di Schwarzburg Rudolstadt, sposò la principessa Augusta Luisa di Solms-Braunfels
- Bernardo (1801-1816)
- Rodolfo (1801-1808)

## Ascendenza
|                                             |                                            |                                                | Genitori                                      |  |  | Nonni |  |  | Bisnonni                                   |  |  | Trisnonni                                 |  |
|                                             |                                            |                                                |                                               |  |  |       |  |  | Luigi Federico I di Schwarzburg-Rudolstadt |  |  | Alberto Antonio di Schwarzburg-Rudolstadt |  |
|                                             |                                            |                                                |                                               |  |  |       |  |  | Luigi Federico I di Schwarzburg-Rudolstadt |  |  | Alberto Antonio di Schwarzburg-Rudolstadt |  |
|                                             |                                            | Emilia Giuliana di Barby-Muehlingen            |                                               |  |  |       |  |  | Luigi Federico I di Schwarzburg-Rudolstadt |  |  |                                           |  |
| Luigi Günther II di Schwarzburg-Rudolstadt  |                                            |                                                |                                               |  |  |       |  |  | Luigi Federico I di Schwarzburg-Rudolstadt |  |  |                                           |  |
|                                             |                                            | Anna Sofia di Sassonia-Gotha-Altenburg         | Federico I di Sassonia-Gotha-Altenburg        |  |  |       |  |  |                                            |  |  |                                           |  |
|                                             |                                            | Anna Sofia di Sassonia-Gotha-Altenburg         | Federico I di Sassonia-Gotha-Altenburg        |  |  |       |  |  |                                            |  |  |                                           |  |
|                                             |                                            | Anna Sofia di Sassonia-Gotha-Altenburg         | Maddalena Sibilla di Sassonia-Weissenfels     |  |  |       |  |  |                                            |  |  |                                           |  |
| Federico Carlo di Schwarzburg-Rudolstadt    |                                            | Anna Sofia di Sassonia-Gotha-Altenburg         |                                               |  |  |       |  |  |                                            |  |  |                                           |  |
|                                             |                                            | Enrico XIII di Reuss-Untergreiz                | Enrico IV di Reuss-Untergreiz                 |  |  |       |  |  |                                            |  |  |                                           |  |
|                                             |                                            | Enrico XIII di Reuss-Untergreiz                | Enrico IV di Reuss-Untergreiz                 |  |  |       |  |  |                                            |  |  |                                           |  |
|                                             |                                            | Enrico XIII di Reuss-Untergreiz                | Anna Dorothea Roupovska van Roupov            |  |  |       |  |  |                                            |  |  |                                           |  |
| Sofia Enrichetta di Reuss-Untergreiz        |                                            | Enrico XIII di Reuss-Untergreiz                |                                               |  |  |       |  |  |                                            |  |  |                                           |  |
|                                             |                                            | Sofia Elisabetta di Stolberg-Wernigerode       | Ernst von Stolberg-Wernigerode                |  |  |       |  |  |                                            |  |  |                                           |  |
|                                             |                                            | Sofia Elisabetta di Stolberg-Wernigerode       | Ernst von Stolberg-Wernigerode                |  |  |       |  |  |                                            |  |  |                                           |  |
|                                             |                                            | Sofia Elisabetta di Stolberg-Wernigerode       | Sophia Dorothea von Schwarzburg-Arnstadt      |  |  |       |  |  |                                            |  |  |                                           |  |
| Luigi Federico II di Schwarzburg-Rudolstadt |                                            | Sofia Elisabetta di Stolberg-Wernigerode       |                                               |  |  |       |  |  |                                            |  |  |                                           |  |
|                                             | Federico Antonio di Schwarzburg-Rudolstadt | Luigi Federico I di Schwarzburg-Rudolstadt     |                                               |  |  |       |  |  |                                            |  |  |                                           |  |
|                                             | Federico Antonio di Schwarzburg-Rudolstadt | Luigi Federico I di Schwarzburg-Rudolstadt     |                                               |  |  |       |  |  |                                            |  |  |                                           |  |
|                                             | Federico Antonio di Schwarzburg-Rudolstadt | Anna Sofia di Sassonia-Gotha-Altenburg         |                                               |  |  |       |  |  |                                            |  |  |                                           |  |
| Giovanni Federico di Schwarzburg-Rudolstadt | Federico Antonio di Schwarzburg-Rudolstadt |                                                |                                               |  |  |       |  |  |                                            |  |  |                                           |  |
|                                             |                                            | Sofia Guglielmina di Sassonia-Coburgo-Saalfeld | Giovanni Ernesto di Sassonia-Coburgo-Saalfeld |  |  |       |  |  |                                            |  |  |                                           |  |
|                                             |                                            | Sofia Guglielmina di Sassonia-Coburgo-Saalfeld | Giovanni Ernesto di Sassonia-Coburgo-Saalfeld |  |  |       |  |  |                                            |  |  |                                           |  |
|                                             |                                            | Sofia Guglielmina di Sassonia-Coburgo-Saalfeld | Carlotta Giovanna di Waldeck-Wildungen        |  |  |       |  |  |                                            |  |  |                                           |  |
| Federica di Schwarzburg-Rudolstadt          |                                            | Sofia Guglielmina di Sassonia-Coburgo-Saalfeld |                                               |  |  |       |  |  |                                            |  |  |                                           |  |
|                                             |                                            | Ernesto Augusto I di Sassonia-Weimar           | Giovanni Ernesto III di Sassonia-Weimar       |  |  |       |  |  |                                            |  |  |                                           |  |
|                                             |                                            | Ernesto Augusto I di Sassonia-Weimar           | Giovanni Ernesto III di Sassonia-Weimar       |  |  |       |  |  |                                            |  |  |                                           |  |
|                                             |                                            | Ernesto Augusto I di Sassonia-Weimar           | Sofia Augusta di Anhalt-Zerbst                |  |  |       |  |  |                                            |  |  |                                           |  |
| Bernardina Cristiana di Sassonia-Weimar     |                                            | Ernesto Augusto I di Sassonia-Weimar           |                                               |  |  |       |  |  |                                            |  |  |                                           |  |
|                                             |                                            | Eleonora Guglielmina di Anhalt-Köthen          | Emmanuele Lebrecht di Anhalt-Köthen           |  |  |       |  |  |                                            |  |  |                                           |  |
|                                             |                                            | Eleonora Guglielmina di Anhalt-Köthen          | Emmanuele Lebrecht di Anhalt-Köthen           |  |  |       |  |  |                                            |  |  |                                           |  |
|                                             |                                            | Eleonora Guglielmina di Anhalt-Köthen          | Gisella Agnese von Rath                       |  |  |       |  |  |                                            |  |  |                                           |  |
|                                             |                                            | Eleonora Guglielmina di Anhalt-Köthen          |                                               |  |  |       |  |  |                                            |  |  |                                           |  |